# Wall (Warngau)
Wall ist ein Gemeindeteil der Gemeinde Warngau im oberbayerischen Landkreis Miesbach. Das Kirchdorf liegt westlich von Wachlehen, einem Gemeindeteil der Stadt Miesbach, an der MB 10. Südlich des Ortes verläuft die B 422, östlich fließt die Mangfall, ein linker Nebenfluss des Inns. Der Ort wurde um 1126 erstmalig urkundlich erwähnt.

## Name
Bei der ersten urkundlichen Erwähnung wurde ein „Odalrich de Ualda“ als Zeuge in einer Schenkungsurkunde genannt. Der darin vorkommende Ortsname geht wohl auf das mittelhochdeutsche Ualda zurück, was so viel bedeutet wie Waldgebiet.

## Ortsgeschichte
Das heutige Dorf bestand ursprünglich nur aus der Kirche und dem Maierhof, der 1515 in die heutigen Höfe Hupfauer und Wirt aufgeteilt wurde. Unter anderem als Folge der Pest von 1348/49 verödeten in Wall mindestens 12 Bauernhöfe. Dauerhaft verschwand das erbliches Nutzungsrecht für die Bauernhöfe Täbersleben, Kapferslehen, Stölzleinstattlehen, Humpolsreuth und Velsloslehen. Um 1869 hatte die Gemeinde Wall noch 3086 Tagwerk Ackerland und 134 Tagwerk Wiese.

## Eingemeindung
Wall war bis zum 1. Mai 1978 eine selbständige Gemeinde, bevor es zusammen mit dem westlichen Teil von Gotzing an Warngau angeschlossen wurde, das andernfalls an Holzkirchen angeschlossen worden wäre. Zu Wall gehörten bis dahin folgende Gemeindeteile und Ortsnamen: Ableitner (auch Ableiten), Aigenhof, Angerer (wohl auch Anker), Aning, Bernloh, Bichlbauer (Büchelbauer), Bürg, Bürgtal (auch Pillthal, Pithal oder Bi-Thal), Burgweg, Daxer, Dickl, Drahtzieher, Drechsler (auch Drechsler oder Trerexler), Einhaus, Feldschuster, Finkeneister (wohl vor 1810), Haid, Hairer, Heigenkam (auch Heiligenkam oder Heidenkam), Heigenland (auch Heiligenland), Hinterthalham, Hinterweitenau (oder Hinter-Weitenau), Hochleiten, Höhenstein (auch Hinterhöhenstein oder Hinter-Höhenstein), Hörndl, Hössenthal, Holzmann, Hufnagel, Hummelsberg, Kaishof (auch Keilshof, Hinter- und Vorderkällshofer, Hinterkaishof oder Hinter-Kaishof), Kirchlehen, Kirchweg, Kleinlechner (auch Kleinlehen), Kühlehen, Lechner, Lehner (auch: Lechenbauer), Lerndlhäusl, Loch (oder Lohe), Ludwiger, Markhaus, Meister (auch Zimmermeister), Mühlweg, Neuhäusler, Neuhaus, Neuhäusl, Oberdickel, Oberschuster, Oberstadel, Pinkeneis, Plankenhof, Posch, (auch Poschn), Rain (nordöstlich von Krottenthal), Rain (auch Rhain oder Rhein), Rauscher (auch Raucher), Rank, Rechtal (auch Rehthal), Rinnentrad, Sakra (auch Sakerer oder Sackrer), Schmerold, Schuhmacher, Schusterhäusl, Sonnenreuth, Stadler, Steiner, Stidl (wohl auch Stillner oder Stiebner), Stillner (wohl auch Stidl), Stuttlehen, Thalham, Thalmühl (auch Müller im Thal), Trost, Unterdickel, Unterstadel, Vorderhöhenstein (auch Vorder-Höhenstein), Vorderkaishof (auch Vorder-Kaishof), Vorderthalham, Vorderweitenau (auch Vorder-Weitenau), Wall, Weidenau, Winkellohe und Zimmermeister.

## Bevölkerungsentwicklung
Um 1871 lebten in Wall 92 Einwohner. Bis 1950 stieg die Bevölkerungszahl auf 284 Einwohner. Im Mai 1987 gab es in dem seit zur Gemeinde Warngau gehörenden Gemeindeteil Wall 363 Einwohner in 83 Häusern, die in 134 Wohnungen aufgeteilt waren.
| Jahr      | 1871 | 1925 | 1950 | 1970 | 1987 |
| Einwohner | 92   | 140  | 284  | 124  | 363  |

## Baudenkmäler
In der Liste der Baudenkmäler in Warngau sind für Wall sieben Baudenkmäler aufgeführt:
- Die Anfang des 16. Jahrhunderts erbaute katholische Pfarrkirche St. Margareth, ein spätgotischer Saalbau mit eingezogenem Chor und Nordturm mit Doppelkuppel. Es handelt sich um einen Tuffsteinbau des Tegernseer Klosterbaumeisters Alexander Gugler aus dem Anfang des 16. Jahrhunderts. Der Turmoberbau mit Kuppel und Laterne kam 1731 hinzu, die Barockisierung des Inneren erfolgte 1755. Auch die Deckenmalerei des Julian Breymeyer aus Tölz stammt aus dieser Zeit und stellt Szenen aus der Margarethenlegende dar. Auf dem Hochaltar ist die die Kirchenpatronin dargestellt, im Kampf gegen einen Drachen, der das Böse symbolisiert. Die große und die zwei mittelgroßen Glocken stammen von Münchner Gießern aus der Zeit des Barock und sind mit Dekor und Inschriften künstlerisch reich gestaltet. Die große wurde 1681 von Paul Kopp gegossen, die beiden mittleren 1738 von Franz Jakob Daller. Die kleine Glocke kam erst in jüngerer Zeit hinzu und ergänzt das Geläute zur wohlklingenden Vierstimmigkeit.[3]
- Ehemaliger Pfarrhof, Auf der Leiten 1, ein zweigeschossiger Halbwalmdachbau mit Kniestock und verbrettertem Wirtschaftsteil-Obergeschoss, erbaut 1816/17, ehemaliger Wirtschaftsteil zu Wohnzwecken modern ausgebaut
- Einfirsthof, umgangssprachlich Beim Mesner, Kirchbichl 4,	ein zweigeschossiger Flachsatteldachbau mit umlaufender Balusterlaube und Giebellaube, erbaut 1762, Lüftlmalereien modern
- Einfirsthof und Gasthaus, Miesbacher Straße 15, ein zweigeschossiger Flachsatteldachbau mit Lünetten im Kniestock und giebelseitigen Lauben, um 1860, modern verändert
- Wohnteil des ehemaligen Zuhauses, Rainer 2, Flachsatteldachbau mit Blockbau-Obergeschoss, umlaufender Laube und verschalter Giebellaube, angeblich 1818 erbaut
- Zwei Bildstöcke in der Miesbacher Straße 4 und auf der Flur Rain

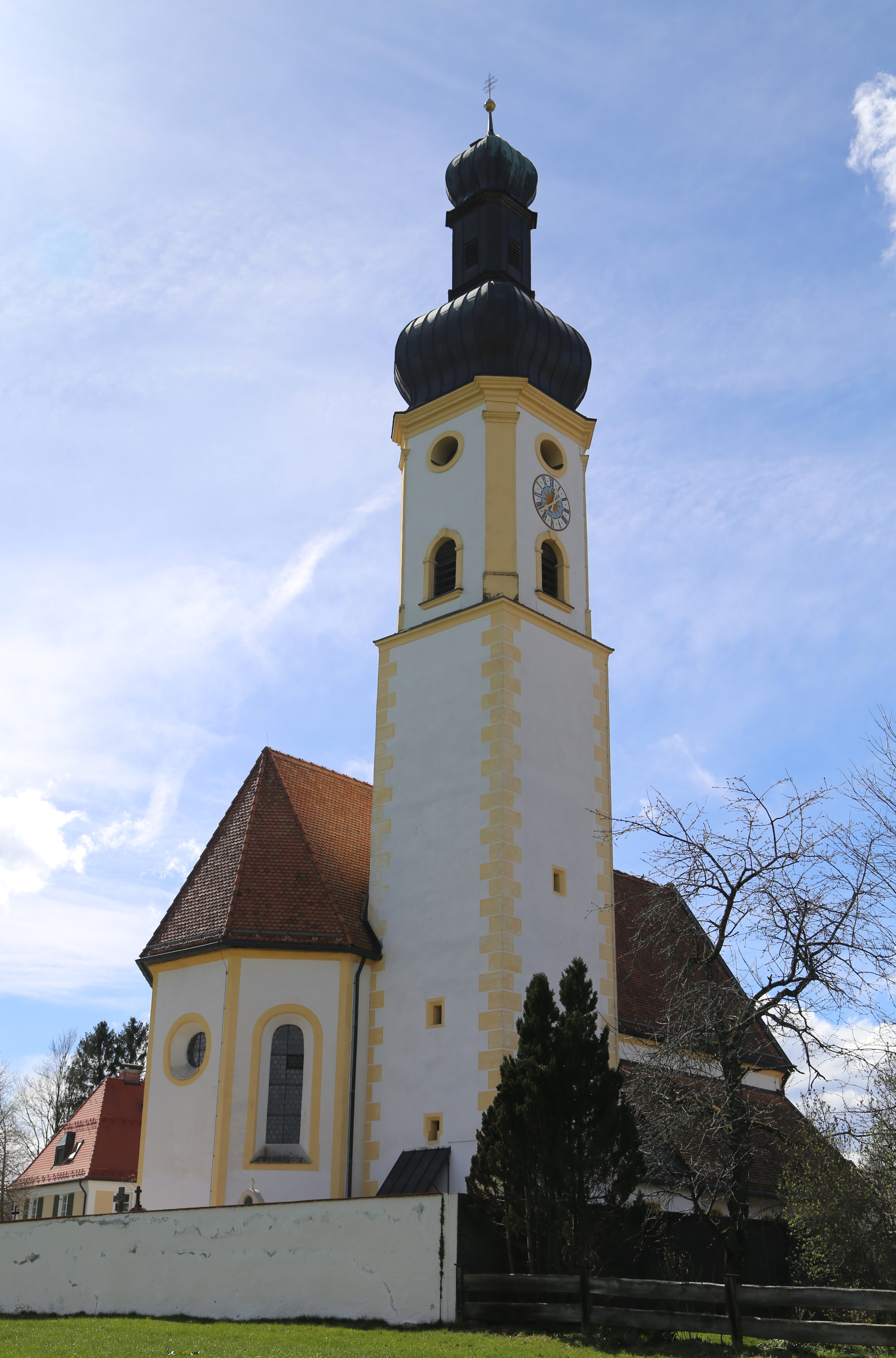
Pfarrkirche St. Margareth
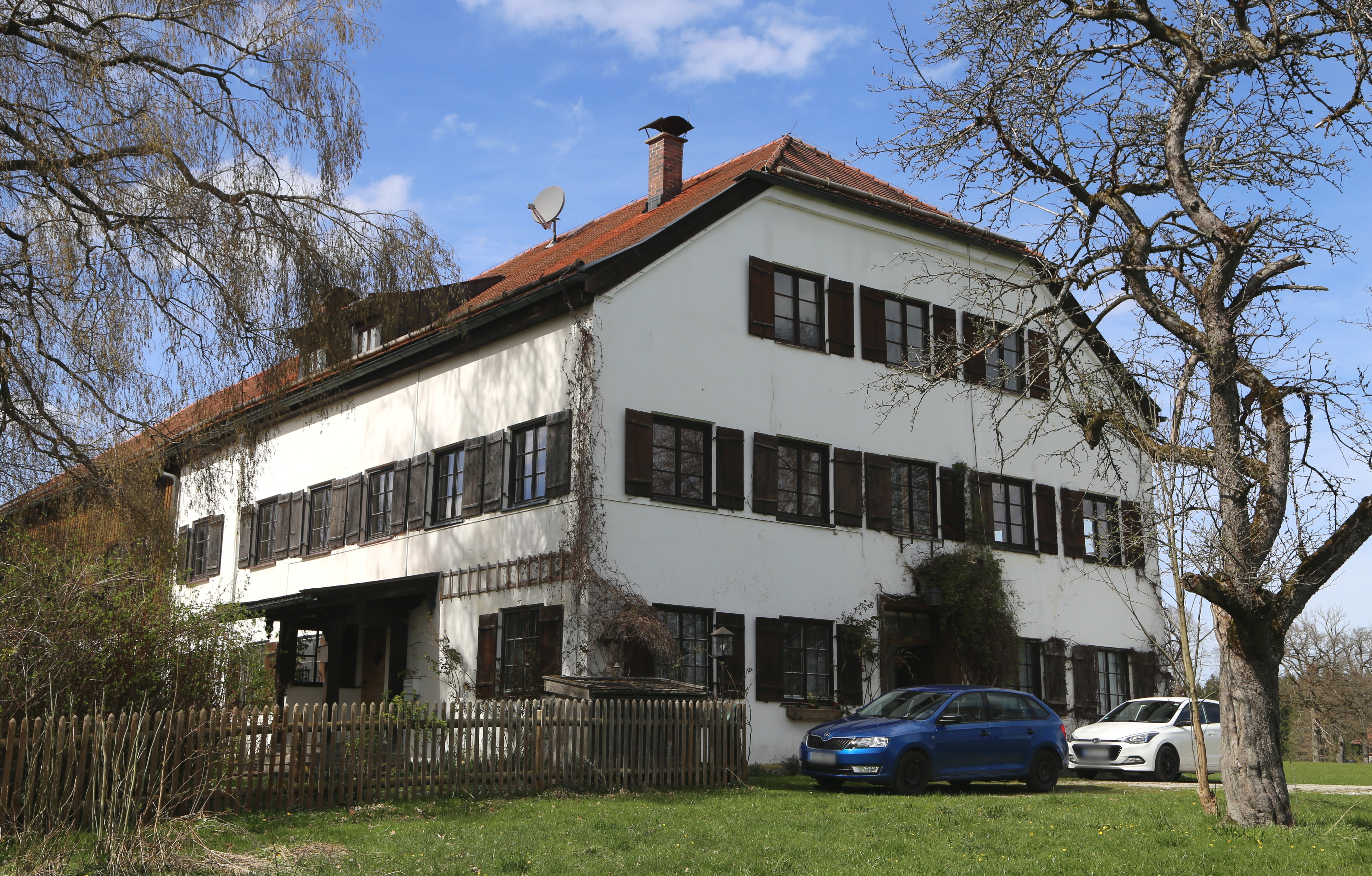
Ehemaliger Pfarrhof
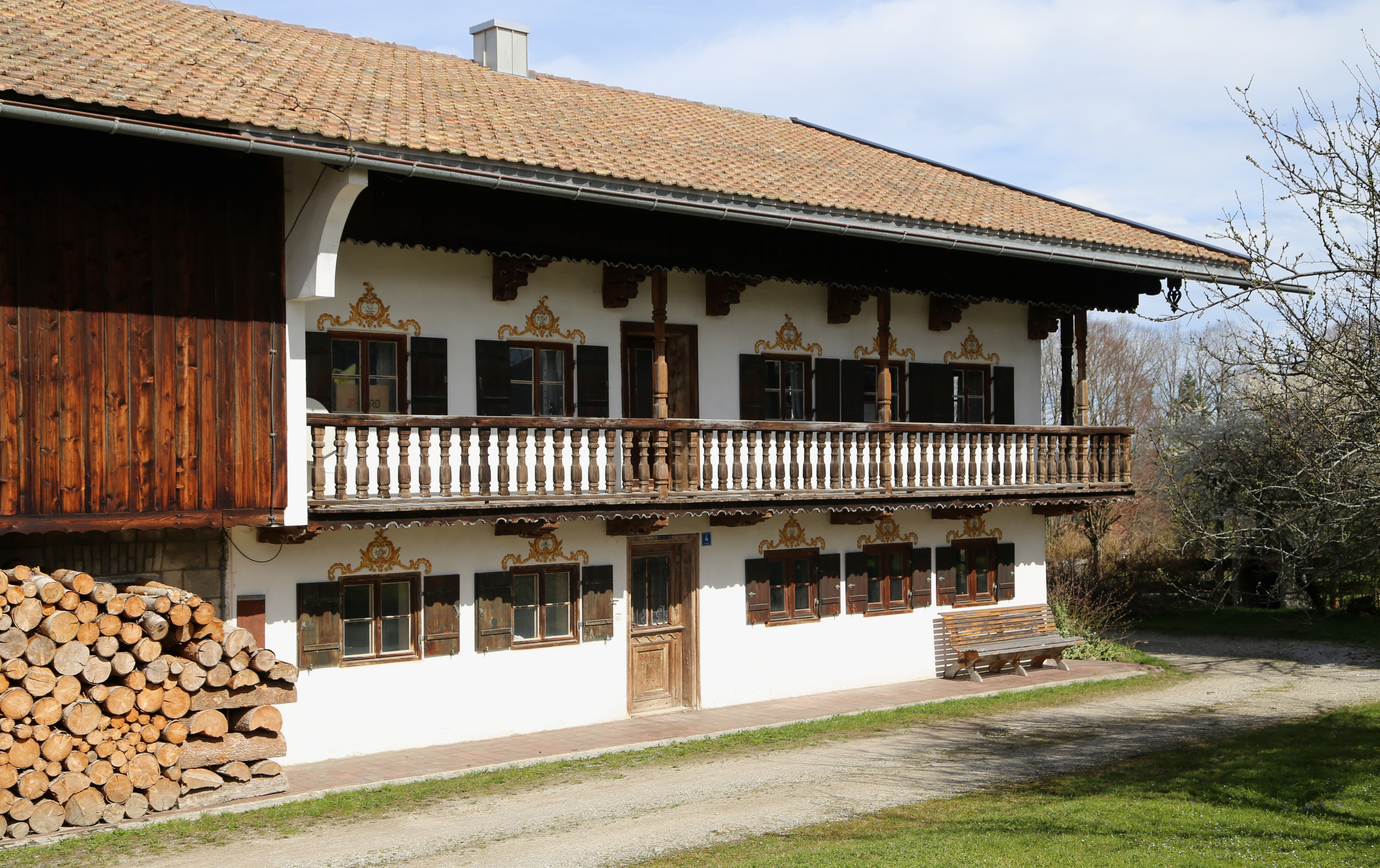
Beim Mesner
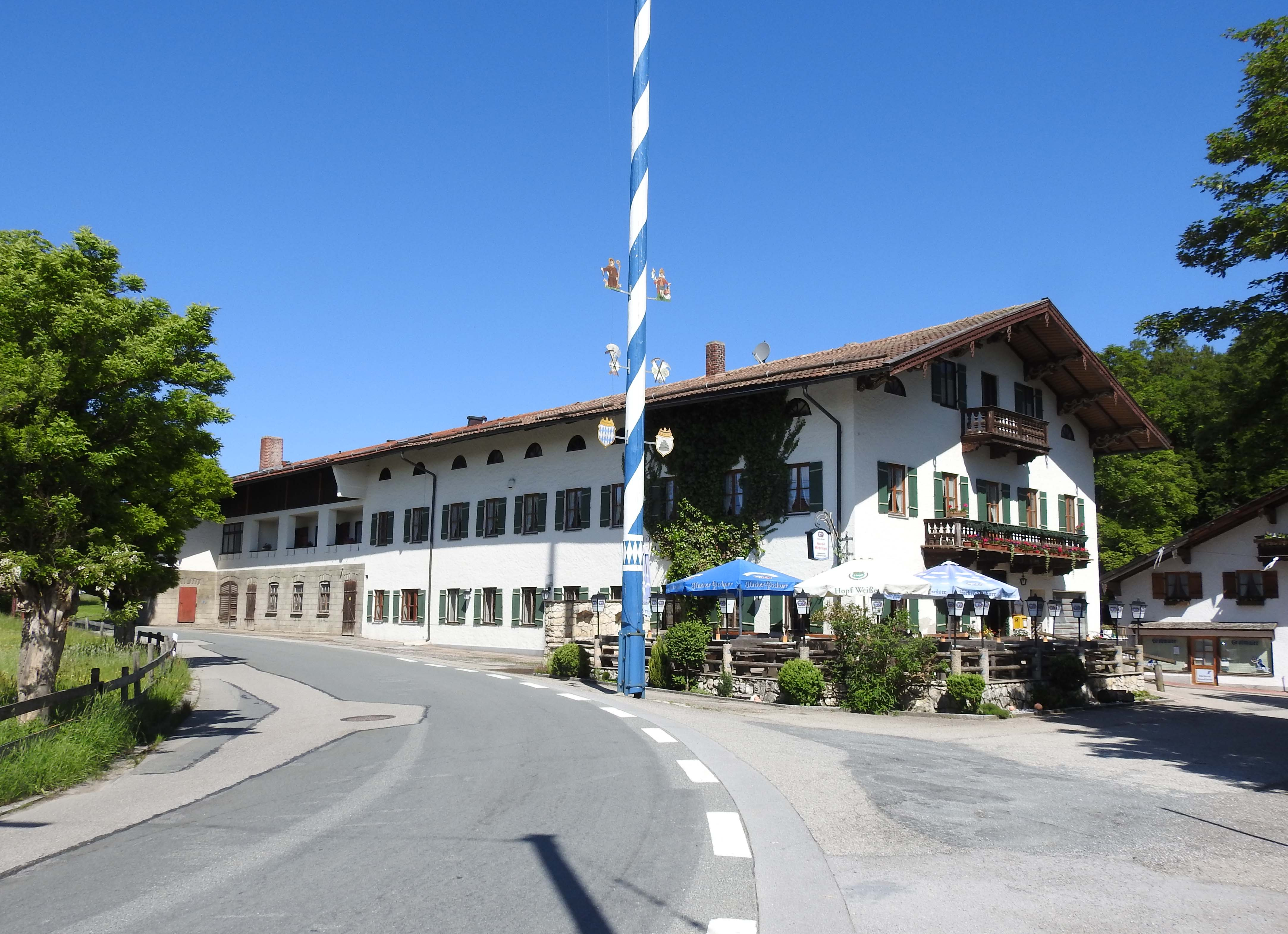
Gasthaus
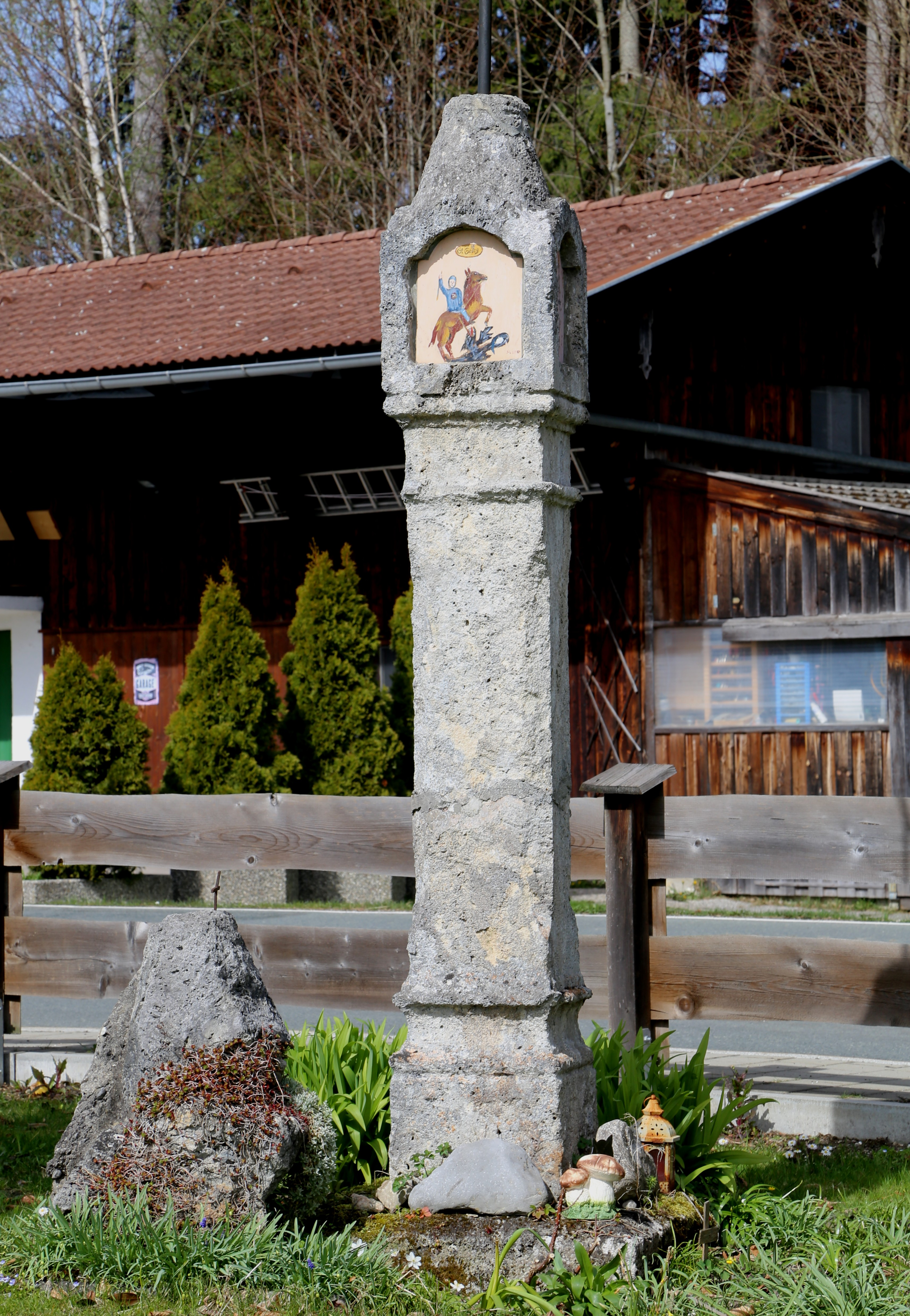
Miesbacher Strsße
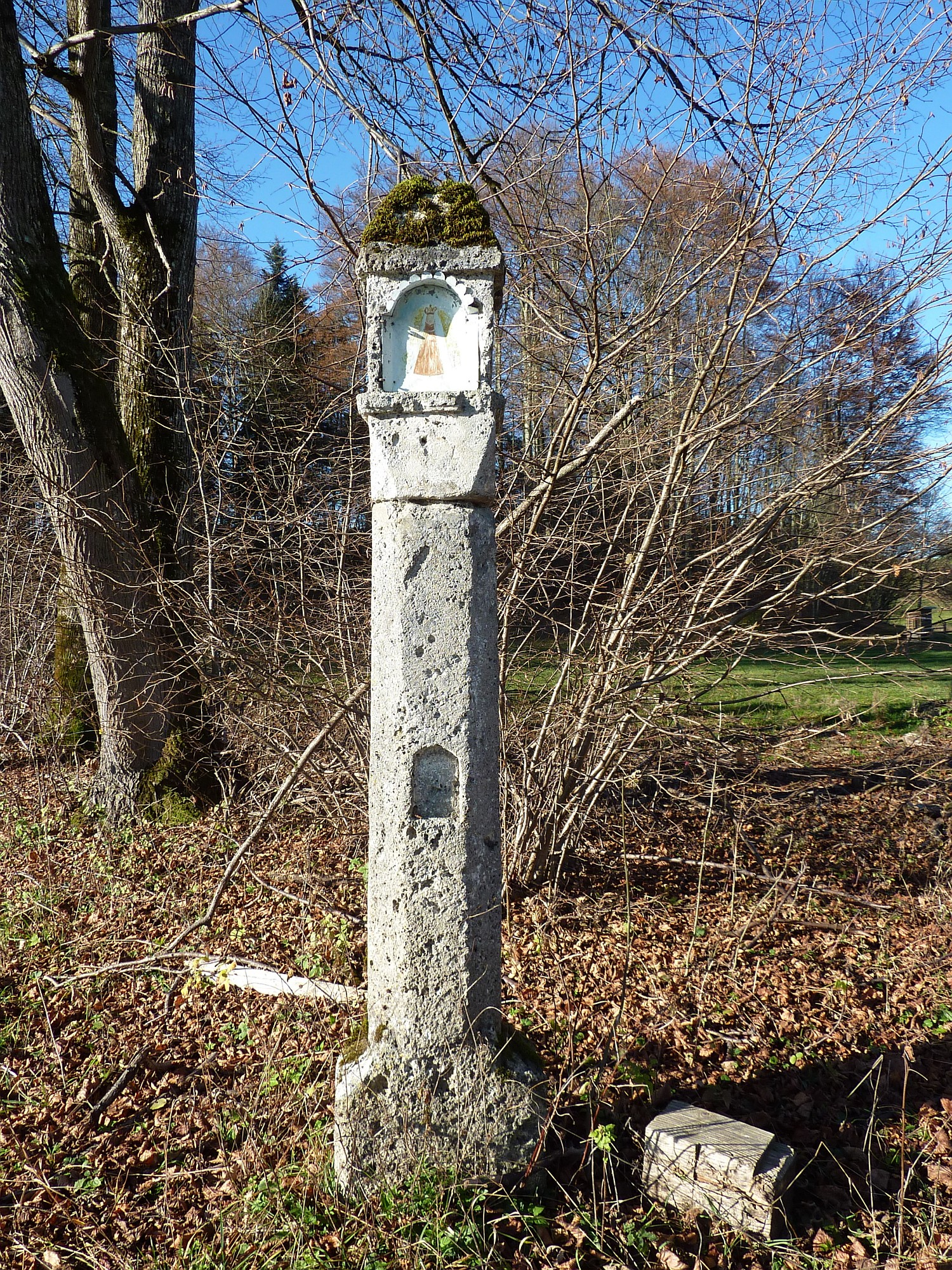
Bildstock, Rain

## Persönlichkeiten
- Stefanie Scherer (* 1996), deutsche Biathletin